# Chrysoglossum ornatum
Chrysoglossum ornatum es una especie  de orquídeas de hábito terrestre. Es originaria de Asia y Oceanía. 

## Descripción
Es una orquídea pequeña o simplemente de tamaño mediano, de creciente hábito terrestre con pseudobulbos de forma cónica para colíndrica, de color verde oscuro envuelto basalmente por una funda y que lleva una sola hoja, apical, elíptica, plegada, acuminada, abruptamente estrechada  en la base peciolada. Florece en el otoño en una inflorescencia de color púrpura, que surge a partir del rizoma, de 70 cm de largo, con hasta 12 flores, inflorescencia racemosa con algunas vainas basales tubulares y persistentes, verde, con brácteas florales lanceoladas, ovadas, y agudas.

## Distribución y hábitat
Se encuentra en Taiwán, Guangxi, Hainan y la provincia de Yunnan de China, Assam, Himalaya oriental, India, Nepal, Sri Lanka, Camboya, Tailandia, Vietnam, Java, Malasia, Sulawesi, Sumatra, Nueva Guinea, Fiji, Nueva Caledonia, Samoa y Vanuatu sobre o cerca de la parte superior del dosel arbóreo en los bosques con humus profundo en elevaciones de 800 a 1750 metros.

## Taxonomía
Chrysoglossum ornatum fue descrita por Carl Ludwig Blume y publicado en Bijdragen tot de flora van Nederlandsch Indië 7: 333. 1825.
Etimología
Chrysoglossum: nombre genérico que deriva de las palabras griegas: chrysos =  "dorado" y glssum= "lengua", lo que significa "lengua dorada" refiriéndose al color del labio de esta especie. 
ornatum: epíteto latíno que significa "adornada".
Sinonimia
- Ania maculata Thwaites
- Chrysoglossum cyrtopetalum Schltr.
- Chrysoglossum erraticum Hook.f.
- Chrysoglossum formosanum Hayata
- Chrysoglossum gibbsiae Rolfe
- Chrysoglossum hallbergii Blatt.
- Chrysoglossum maculatum (Thwaites) Hook.f.
- Chrysoglossum neocaledonicum Schltr.
- Tainia maculata (Thwaites) Trimen	[1][4][5]